# Pygopleurus rufovillosus
Pygopleurus rufovillosus is een keversoort uit de familie Glaphyridae. De wetenschappelijke naam van de soort is voor het eerst geldig gepubliceerd in 1907 door Reitter.